# França (circumscripció del Parlament Europeu)
En les Eleccions al Parlament Europeu, França era circumscripció del Parlament Europeu, que va ser reemplaçada per una subdivisió de circumscripcions el 2004. Els límits d'aquesta circumscripció eren els mateixos que l'estat membre de França.

## Resultats

### 1979
| Eleccions al Parlament Europeu de 1979 a França • 1984 → |                                                          |                                              |                                              |            |        |     |         |     |  |
| Partit Nacional                                          | Partit Nacional                                          | Partit europeu                               | Candidat principal                           | Vots       | %      | +/– | Seients | +/– |  |
|                                                          | Unió per a la Democràcia Francesa (UDF)                  | LDR                                          | Simone Veil                                  | 5,588,851  | 27.61  | —   | 25      | —   |  |
|                                                          | Partit Socialista (PS) + Partit Radical d'Esquerra (MRG) | SOC                                          | François Mitterrand                          | 4,763,026  | 23.53  | —   | 22      | —   |  |
|                                                          | Partit Comunista (PCF)                                   | COM                                          | Georges Marchais                             | 4,153,710  | 20.52  | —   | 19      | —   |  |
|                                                          | Reagrupament per la República (RPR)                      | EPD                                          | Jacques Chirac                               | 3,301,980  | 16.31  | —   | 15      | —   |  |
|                                                          | Moviment Ecologista Polític (MEP)                        | TGI                                          | Solange Fernex                               | 888,134    | 4.39   | —   | 0       | —   |  |
|                                                          | Altres                                                   | Altres                                       | Altres                                       |            | 7.68   | —   | 0       | —   |  |
| Vots vàlids                                              | Vots vàlids                                              | Vots vàlids                                  | Vots vàlids                                  | 20,242,347 | 94.78  |     |         |     |  |
| Vots en blanc i invàlids                                 | Vots en blanc i invàlids                                 | Vots en blanc i invàlids                     | Vots en blanc i invàlids                     | 1,114,613  | 5.22   |     |         |     |  |
| Totals                                                   | Totals                                                   | Totals                                       | Totals                                       | 21,356,960 | 100.00 | —   | 81      | —   |  |
| Electorat (votants) i participació electoral             | Electorat (votants) i participació electoral             | Electorat (votants) i participació electoral | Electorat (votants) i participació electoral | 35,180,531 | 60.71  | —   |         |     |  |
| Font:                                                    |                                                          |                                              |                                              |            |        |     |         |     |  |

### 1984
| ← 1979 • 1984 • 1989 →                       |                                                                               |                                              |                                              |            |       |     |         |     |  |
| Partit Nacional                              | Partit Nacional                                                               | Partit europeu                               | Candidat principal                           | Vots       | %     | +/− | Seients | +/− |  |
|                                              | Unió per a la Democràcia Francesa (UDF) + Reagrupament per la República (RPR) |                                              | Simone Veil                                  | 8,683,596  | 43.03 |     | 41      |     |  |
|                                              | Partit Socialista (PS)                                                        |                                              | Lionel Jospin                                | 4,188,875  | 20.76 |     | 20      |     |  |
|                                              | Partit Comunista (PCF)                                                        |                                              | Georges Marchais                             | 2,261,312  | 11.21 |     | 10      |     |  |
|                                              | Front Nacional (FN)                                                           |                                              | Jean-Marie Le Pen                            | 2,210,334  | 10.95 |     | 10      |     |  |
|                                              | Els Verds (VERTS)                                                             |                                              | Didier Anger                                 | 680,080    | 3.37  |     | 0       |     |  |
|                                              | UCR + Ecologistes + MRG                                                       |                                              | François Doubin Brice Lalonde Olivier Stirn  | 670,474    | 3.32  |     | 0       |     |  |
|                                              | Lutte Ouvrière (LO)                                                           |                                              | Arlette Laguiller                            | 417,702    | 2.07  |     | 0       |     |  |
|                                              | Dissidents de la Unió per a la Democràcia Francesa (UDF diss.)                |                                              | Francine Gomez                               | 382,404    | 1.89  |     | 0       |     |  |
|                                              | Altres                                                                        | Altres                                       | Altres                                       |            |       | —   | 0       | —   |  |
| Vots vàlids                                  | Vots vàlids                                                                   | Vots vàlids                                  | Vots vàlids                                  | 20,180,934 | 96.47 |     |         |     |  |
| Vots en blanc i invàlids                     | Vots en blanc i invàlids                                                      | Vots en blanc i invàlids                     | Vots en blanc i invàlids                     | 737,838    | 3.53  |     |         |     |  |
| Totals                                       | Totals                                                                        | Totals                                       | Totals                                       | 20,918,772 | 100   | —   | 81      | 0 = |  |
| Electorat (votants) i participació electoral | Electorat (votants) i participació electoral                                  | Electorat (votants) i participació electoral | Electorat (votants) i participació electoral | 36,880,688 | 56.72 |     |         |     |  |
| Font:                                        |                                                                               |                                              |                                              |            |       |     |         |     |  |

### 1989
| ← 1984 • Eleccions al Parlament Europeu de 1989 a França • 1994 → |                                                                                    |                                                                                    |                                                                                    |            |        |     |         |     |  |
| Partit Nacional                                                   | Partit Nacional                                                                    | Partit europeu                                                                     | Candidat principal                                                                 | Vots       | %      | +/– | Seients | +/– |  |
|                                                                   | Unió per a la Democràcia Francesa (UDF) + Reagrupament per la República (RPR)      |                                                                                    | Valéry Giscard d'Estaing                                                           | 5,242,038  | 28.88  |     | 26      | 15  |  |
|                                                                   | Partit Socialista (PS)                                                             |                                                                                    | Laurent Fabius                                                                     | 4,286,354  | 23.61  |     | 22      | 2   |  |
|                                                                   | National Front (FN)                                                                |                                                                                    | Jean-Marie Le Pen                                                                  | 2,129,668  | 11.73  |     | 10      | 0 = |  |
|                                                                   | Els Verds (VERTS)                                                                  |                                                                                    | Antoine Waechter                                                                   | 1,922,945  | 10.59  |     | 9       | 9   |  |
|                                                                   | Unió per a la Democràcia Francesa dissidents (UDFD)                                |                                                                                    | Simone Veil                                                                        | 1,529,346  | 8.43   |     | 7       | 7   |  |
|                                                                   | Partit Comunista (PCF)                                                             |                                                                                    | Philippe Herzog                                                                    | 1,401,171  | 7.72   |     | 7       | 3   |  |
|                                                                   | Cacera, Pesca, Natura i Tradicions (CPNT)                                          |                                                                                    | André Goustat                                                                      | 749,741    | 4.13   |     | 0       | 0 = |  |
|                                                                   | Lutte Ouvrière (LO)                                                                |                                                                                    | Arlette Laguiller                                                                  | 258,663    | 1.43   |     | 0       | 0 = |  |
|                                                                   | Ecologistes (LAPAE)                                                                |                                                                                    | Arlette Alessandri                                                                 | 188,573    | 1.04   |     | 0       | 0 = |  |
|                                                                   | Altres (partits i candidats que no van obtenir més de l'1% dels vots i cap seient) | Altres (partits i candidats que no van obtenir més de l'1% dels vots i cap seient) | Altres (partits i candidats que no van obtenir més de l'1% dels vots i cap seient) |            |        | —   | 0       | —   |  |
| Vots vàlids                                                       | Vots vàlids                                                                        | Vots vàlids                                                                        | Vots vàlids                                                                        | 18,151,416 | 97.11  |     |         |     |  |
| Vots en blanc i invàlids                                          | Vots en blanc i invàlids                                                           | Vots en blanc i invàlids                                                           | Vots en blanc i invàlids                                                           | 539,276    | 2.89   |     |         |     |  |
| Totals                                                            | Totals                                                                             | Totals                                                                             | Totals                                                                             | 18,690,692 | 100.00 | —   | 81      | —   |  |
| Electorat (votants) i participació electoral                      | Electorat (votants) i participació electoral                                       | Electorat (votants) i participació electoral                                       | Electorat (votants) i participació electoral                                       | 38,297,496 | 48.80  |     |         |     |  |
| Font:                                                             |                                                                                    |                                                                                    |                                                                                    |            |        |     |         |     |  |

### 1994
| ← 1989 • Eleccions al Parlament Europeu de 1994 a França\|1994 • 1999 → |                                                                                    |                                                                                    |                                                                                    |            |        |      |         |     |  |
| Partit Nacional                                                         | Partit Nacional                                                                    | Partit europeu                                                                     | Candidat principal                                                                 | Vots       | %      | +/–  | Seients | +/– |  |
|                                                                         | Unió per a la Democràcia Francesa (UDF) + Reagrupament per la República (RPR)      |                                                                                    | Dominique Baudis                                                                   | 4,985,574  | 25.58  |      | 28      | 2   |  |
|                                                                         | Partit Socialista (PS)                                                             |                                                                                    | Michel Rocard                                                                      | 2,824,173  | 14.49  |      | 15      | 7   |  |
|                                                                         | Unió per a la Democràcia Francesa dissidents (UDF diss.)                           |                                                                                    | Philippe de Villiers                                                               | 2,404,105  | 12.34  |      | 13      | 6   |  |
|                                                                         | Partit Radical d'Esquerra (MRG)                                                    |                                                                                    | Bernard Tapie                                                                      | 2,344,457  | 12.03  |      | 13      | 13  |  |
|                                                                         | Front Nacional (FN)                                                                |                                                                                    | Jean-Marie Le Pen                                                                  | 2,050,086  | 10.52  |      | 11      | 1   |  |
|                                                                         | Partit Comunista (PCF)                                                             |                                                                                    | Francis Wurtz                                                                      | 1,342,222  | 6.89   |      | 7       | 0 = |  |
|                                                                         | Cacera, Pesca, Natura i Tradicions (CPNT)                                          |                                                                                    | André Goustat                                                                      | 771,061    | 3.96   |      | 0       | 0 = |  |
|                                                                         | Els Verds (VERTS)                                                                  |                                                                                    | Marie Anne Isler-Béguin                                                            | 574,806    | 2.95   |      | 0       | 9   |  |
|                                                                         | Moviment Republicà i Ciutadà (MDC) & i altres partits de dretes                    |                                                                                    | Jean-Pierre Chevènement                                                            | 494.986    | 2.54   |      | 0       |     |  |
|                                                                         | Lutte Ouvrière (LO)                                                                |                                                                                    | Arlette Laguiller                                                                  | 442,723    | 2.27   |      | 0       |     |  |
|                                                                         | Generació Ecològica (GE)                                                           |                                                                                    | Brice Lalonde                                                                      | 392,291    | 2.01   |      | 0       |     |  |
|                                                                         | Europe Comença a Sarajevo                                                          |                                                                                    | Léon Schwartzenberg                                                                | 305,633    | 1.57   |      | 0       |     |  |
|                                                                         | Altres (partits i candidats que no van obtenir més de l'1% dels vots i cap seient) | Altres (partits i candidats que no van obtenir més de l'1% dels vots i cap seient) | Altres (partits i candidats que no van obtenir més de l'1% dels vots i cap seient) |            |        | —    | 0       | —   |  |
| Vots vàlids                                                             | Vots vàlids                                                                        | Vots vàlids                                                                        | Vots vàlids                                                                        | 19,487,470 | 94.67  |      |         |     |  |
| Vots en blanc i invàlids                                                | Vots en blanc i invàlids                                                           | Vots en blanc i invàlids                                                           | Vots en blanc i invàlids                                                           | 1,097,510  | 5.33   |      |         |     |  |
| Totals                                                                  | Totals                                                                             | Totals                                                                             | Totals                                                                             | 20,584,980 | 100.00 | —    | 87      | 6   |  |
| Electorat (votants) i participació electoral                            | Electorat (votants) i participació electoral                                       | Electorat (votants) i participació electoral                                       | Electorat (votants) i participació electoral                                       | 39,019,797 | 52.76  | 3.96 |         |     |  |

### 1999
Resum dels resultats de les eleccions del 13 de juny de 1999 al Parlament Europeu a França
| Partits i coalisions           | Partits i coalisions                                                                                      | Candidat principal                  | Group euripeu                    | Vots       | %      | Seients |
| ------------------------------ | --- | ----------------------------------- | -------------------------------- | ---------- | ------ | ------- |
|                                | Partit Socialista                                                                                         | François Hollande                   | APSD                             | 3,873,901  | 21.95  | 22      |
|                                | Reagrupament per França (Rassemblement pour la France) Moviment per França (Mouvement pour la France)     | Charles Pasqua Philippe de Villiers | UEN                              | 2,304,285  | 13.05  | 13      |
|                                | Reagrupament per la República (Rassemblement pour la République) Democràcia Liberal (Démocratie libérale) | Nicolas Sarkozy Alain Madelin       | EPP-ED                           | 2,263,476  | 12.82  | 12      |
|                                | Els Verds (Les Verts)                                                                                     | Daniel Cohn-Bendit                  | Els Verds/Aliança Lliure Europea | 1,715,450  | 9.72   | 9       |
|                                | Unió per a la Democràcia Francesa (Union pour la démocratie Française)                                    | François Bayrou                     | EPP-ED                           | 1,638,680  | 9.28   | 9       |
|                                | Partit Comunista Francès (Parti communiste français)                                                      | Robert Hue                          | GUE-NGL                          | 1,196,310  | 6.78   | 6       |
|                                | Cacera, Pesca, Natura i Tradicions (Chasse, pêche, nature, traditions)                                    | Jean Saint-Josse                    | EDD                              | 1,195,727  | 6.77   | 6       |
|                                | Front Nacional (Front national)                                                                           | Jean-Marie Le Pen                   | TGI                              | 1,005,225  | 5.69   | 5       |
|                                | Lutte Ouvrière - Lliga Comunista Revolucionària (Ligue communiste révolutionnaire)                        | Arlette Laguiller                   | GUE-NGL                          | 914,680    | 5.18   | 5       |
|                                | Moviment Nacional Republicà (Mouvement national républicain)                                              | Bruno Mégret                        | None                             | 578,774    | 3.28   | 0       |
|                                | Altres |                                     |                                  | 966,176    | 5.48   | 0       |
|                                | Total |                                     |                                  | 17,652,684 | 100.00 | 87      |
| Abstention: 53,00% (1st round) | |                                     |                                  |            |        |         |